# 第1空降赫爾曼·戈林裝甲師
赫爾曼·戈林第1空降裝甲師（德語：Fallschirm-Panzer-Division 1. Hermann Göring）是納粹德國空軍的一個裝甲師。第二次世界大戰期間，赫爾曼·戈林裝甲師曾在法國、北非、西西里島、義大利和東線參與行動。該師於1933年開始是一個營規模的警察部隊。隨著時間的推移，它發展成為一個團、旅、師，並最終於1944年5月1日與第2赫爾曼·戈林傘兵裝甲擲彈兵師合併，組成了一個裝甲軍，名為「帝國元帥」裝甲軍。1945年5月8日，它在德勒斯登附近向蘇聯軍隊投降。
其人員最初是從希特勒青年團等納粹組織的志願者中招募的，後來又從納粹德國陸軍（特別是裝甲部隊）和德國空軍的義務兵中招募。該部隊駐紮在柏林新建的赫爾曼·戈林軍營（今天的朱利葉斯·萊伯軍營）和費爾滕；以德國帝國元帥兼德國空軍總司令赫爾曼·戈林的名字命名。這項命名的目的是在國防軍單位和國家社會主義之間建立密切聯繫，同時記錄政黨等級制度內的國內權力。在其戰鬥任務中也包含為德國高官提供警衛部隊，例如在卡林霍爾的帝國元帥莊園的警衛以及希特勒總統府和私人列車的高射砲防禦。
該師在義大利期間犯下了許多戰爭罪行，並且與黨衛軍第16裝甲擲彈兵師一起，不成比例地參與了對平民的屠殺，這兩個師屠殺的平民數量約佔義大利因戰爭罪而喪生的平民的1/3。